# Superbonita
Superbonita é um programa de televisão brasileiro produzido e exibido pelo GNT, emissora de canal a cabo, trazendo o formato de entrevistas com personalidades femininas. O programa é focado no universo da beleza e qualidade de vida, alternando as entrevistas com reportagens sobre depilação, acessórios, maquiagem e corte de cabelo, às novidades tecnológicas da indústria de cosméticos. Ideia original da jornalista Sônia Biondo e do designer Jair de Souza, o programa traz informação aliada a uma edição caprichada, com reportagens pontuadas por um cuidadoso trabalho gráfico.

## História
Da estreia em 2000 até 2005 foi apresentado pela atriz Daniela Escobar. Em 2006 Taís Araújo assume o feminino até 2009 quando teve que deixar para viver Helena em Viver a Vida, durante agosto a dezembro daquele ano, cada semana era apresentado por uma 'superbonita' convidada como Grazi Massafera, Fernanda Tavares, Christine Fernandes, Mariana Ximenes, Marcelle Bittar, Carol Castro, Danielle Winits, Marjorie Estiano, Juliana Didone, Fernanda Paes Leme, Guilhermina Guinle, Priscila Fantin, Fernanda Machado, Fernanda Souza e Vanessa Lóes.
Em 2010 foi apresentado pela atriz Alice Braga.
Em 2011 passou a ser apresentado por Luana Piovani. Entre abril e julho de 2012 Sandy, Claudia Leitte e Preta Gil dividiram a apresentação durante a licença maternidade da titular. Cada cantora comandou seis programas. Luana retorna em setembro e permanece até a temporada de verão de 2014 quando é substituída em definitivo pela atriz Grazi Massafera.
Grazi deixa a atração devido as gravações da novela das 23h, Verdades Secretas. Em seu lugar na temporada 2015, Ivete Sangalo foi anunciada como a nova apresentadora do programa. Mariana Rios passou a realizar um quadro de cuidados com o rosto, enquanto Pathy Dejesus fazia reportagens. Em 2017 Ivete anuncia sua saída do programa após dois anos para se dedicar à carreira musical, passando o bastão para a cantora Karol Conka. Entre agosto de 2018 e junho de 2019, o programa foi apresentado por Karol Conká. A partir de agosto de 2019, a atração volta sob comando da atriz Camila Pitanga, que deixa a atração após duas temporadas. 
Em julho de 2020, Taís Araújo volta ao programa após 11 anos, porém, devido à pandemia, passa a ser gravado remotamente.

## Equipe

### Apresentadores
| Apresentadora       | Temporadas | Temporadas | Temporadas | Temporadas | Temporadas | Temporadas | Temporadas | Temporadas | Temporadas | Temporadas | Temporadas | Temporadas | Temporadas | Temporadas | Temporadas | Temporadas | Temporadas | Temporadas | Temporadas | Temporadas | Temporadas | Temporadas | Temporadas |
| Apresentadora       | 1 2000     | 2 2001     | 3 2002     | 4 2003     | 5 2004     | 6 2005     | 7 2006     | 8 2007     | 9 2008     | 10 2009    | 11 2010    | 12 2011    | 13 2012    | 14 2013    | 15 2014    | 16 2015    | 17 2016    | 18 2017    | 19 2018    | 20 2019    | 21 2020    | 22 2021    | 23 2022    |
| ------------------- | ---------- | ---------- | ---------- | ---------- | ---------- | ---------- | ---------- | ---------- | ---------- | ---------- | ---------- | ---------- | ---------- | ---------- | ---------- | ---------- | ---------- | ---------- | ---------- | ---------- | ---------- | ---------- | ---------- |
| Daniela Escobar     |            |            |            |            |            |            |            |            |            |            |            |            |            |            |            |            |            |            |            |            |            |            |            |
| Taís Araújo         |            |            |            |            |            |            |            |            |            |            |            |            |            |            |            |            |            |            |            |            |            |            |            |
| Fernanda Tavares    |            |            |            |            |            |            |            |            |            |            |            |            |            |            |            |            |            |            |            |            |            |            |            |
| Christine Fernandes |            |            |            |            |            |            |            |            |            |            |            |            |            |            |            |            |            |            |            |            |            |            |            |
| Mariana Ximenes     |            |            |            |            |            |            |            |            |            |            |            |            |            |            |            |            |            |            |            |            |            |            |            |
| Marcelle Bittar     |            |            |            |            |            |            |            |            |            |            |            |            |            |            |            |            |            |            |            |            |            |            |            |
| Carol Castro        |            |            |            |            |            |            |            |            |            |            |            |            |            |            |            |            |            |            |            |            |            |            |            |
| Danielle Winits     |            |            |            |            |            |            |            |            |            |            |            |            |            |            |            |            |            |            |            |            |            |            |            |
| Marjorie Estiano    |            |            |            |            |            |            |            |            |            |            |            |            |            |            |            |            |            |            |            |            |            |            |            |
| Juliana Didone      |            |            |            |            |            |            |            |            |            |            |            |            |            |            |            |            |            |            |            |            |            |            |            |
| Fernanda Paes Leme  |            |            |            |            |            |            |            |            |            |            |            |            |            |            |            |            |            |            |            |            |            |            |            |
| Guilhermina Guinle  |            |            |            |            |            |            |            |            |            |            |            |            |            |            |            |            |            |            |            |            |            |            |            |
| Priscila Fantin     |            |            |            |            |            |            |            |            |            |            |            |            |            |            |            |            |            |            |            |            |            |            |            |
| Fernanda Machado    |            |            |            |            |            |            |            |            |            |            |            |            |            |            |            |            |            |            |            |            |            |            |            |
| Fernanda Souza      |            |            |            |            |            |            |            |            |            |            |            |            |            |            |            |            |            |            |            |            |            |            |            |
| Vanessa Lóes        |            |            |            |            |            |            |            |            |            |            |            |            |            |            |            |            |            |            |            |            |            |            |            |
| Alice Braga         |            |            |            |            |            |            |            |            |            |            |            |            |            |            |            |            |            |            |            |            |            |            |            |
| Luana Piovani       |            |            |            |            |            |            |            |            |            |            |            |            |            |            |            |            |            |            |            |            |            |            |            |
| Grazi Massafera     |            |            |            |            |            |            |            |            |            |            |            |            |            |            |            |            |            |            |            |            |            |            |            |
| Ivete Sangalo       |            |            |            |            |            |            |            |            |            |            |            |            |            |            |            |            |            |            |            |            |            |            |            |
| Karol Conká         |            |            |            |            |            |            |            |            |            |            |            |            |            |            |            |            |            |            |            |            |            |            |            |
| Camila Pitanga      |            |            |            |            |            |            |            |            |            |            |            |            |            |            |            |            |            |            |            |            |            |            |            |

### Reporteres
- Mariana Rios (2015–16)
- Pathy Dejesus (2015–16)

## Super na Lata
Super na Lata foi uma extensão do Superbonita voltada exclusivamente para a internet, sendo publicado diretamente no portal do GNT. O programa consiste, basicamente, em vídeos curtos de Ivete Sangalo contando sobre sua própria rotina de beleza e qualidade de vida, respondendo ela mesma algumas das perguntas que a apresentadora faz para os convidados durante as temporadas.